# 山口利夫

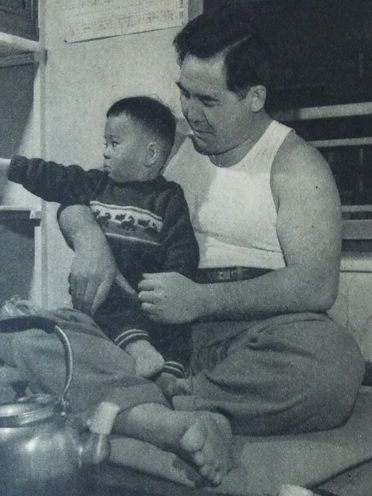
1954年

山口 利夫（やまぐち としお、本名：山口 利雄（読み同じ）、1914年7月28日 - 1986年4月1日）は、静岡県三島市出身の柔道家（六段）、プロレスラー。日本国内で初めてのプロレスのビッグイベントを開催した。

## 来歴
戦前は早稲田大学柔道部から南満州鉄道柔道部で活躍、当時としては並外れた巨漢で「満鉄の虎」と謳われた強豪だった。全日本選士権では1936年第3位、1937年準優勝という成績を残す（いずれも一般壮年前期の部）。
1939年、大相撲の出羽海部屋に入門。夏場所、幕下付出で初土俵を踏むも2連敗して休場。翌場所では序二段尻に落ち、四股名を「山口大五郎」と改名した直後、応召で全休。翌1940年初場所で廃業した。
1950年に木村政彦、遠藤幸吉らとプロ柔道興業「国際柔道協会」に旗揚げから参加。このプロ柔道では柔道史上最強と謳われた木村に次ぐナンバー2の実力者だった。
のちに木村とともにハワイでプロレスに転向。一時帰国後、2人でブラジルに遠征する。ここで1951年、マラカナンの屈辱として有名な木村政彦vsエリオ・グレイシー戦のセコンドにもついている。
1953年7月18日、「北九州水害義損・東西重量級大会」と銘打ち大阪府立体育館でプロレス興行を実施。清美川梅之と対戦し、この試合が日本国内で初のプロレスのビッグイベントとなった。
1954年4月、大阪を拠点に全日本プロレス協会（のちにジャイアント馬場が設立する全日本プロレスとは無関係）を設立する。木村政彦vs力道山の昭和の巌流島の戦いの後、1955年1月26日大阪府立体育館で力道山に挑戦。脇腹を痛めていてリングアウト負けを喫する。その影響で人気は落ち目となり、団体の資金繰りが悪化。1956年11月には日本ヘビー級王者力道山への挑戦権決定戦という設定のもと、東富士相手に負け涙を飲んだ。その後は全日本プロレスを離れ故郷の静岡県三島市に「山口道場」を構えたが上手くいかず1957年に団体は消滅した。翌1958年5月31日、大阪の扇町プールで、山口の引退試合が行われる。すでに日本プロレスに移籍していた吉村道明、長沢日一、ユセフ・トルコや、かつてプロ柔道でともに活動した木村らが参戦、最後を飾った。
1986年4月1日、故郷・三島市内の自宅で心不全のため死去。
日本における最初のプロレスのテレビ中継は1954年2月19日に行われた「力道山・木村政彦VSシャープ兄弟」戦ではなく、同年2月6日にNHK大阪の試験放送で中継された全日本プロレス協会の興行である。
柔道時代からプロ柔道時代、そしてプロレスラー時代の活動についてはノンフィクション『木村政彦はなぜ力道山を殺さなかったのか』（増田俊也）に詳しい。
ミスター高橋は後年のインタビューで「自分は1963年に山口利夫一派のプロレスラーとして東南アジアに遠征したこともある」旨の証言をしているが、当時の山口の具体的な活動についての詳細は不明。